# Персикария стреловидная
Персикария стреловидная (лат. Persicaria sagittata) — вид травянистых растений рода Персикария (Persicaria) семейства Гречишные (Polygonaceae).
Ранее вид относился к роду Горец (Polygonum) назывался Polygonum sieboldii Meisn. (1856) — Горец Зибольда в честь немецкого естествоиспытателя Филиппа Франца фон Зибольда, сейчас это название является синонимом. 

## Ботаническое описание
Однолетнее травянистое растение с тонким корнем и лежачим или восходящим, реже вьющимся, простым или ветвистым стеблем, 20—50 см длиной, усаженным по рёбрам (равно как и листовые черешки) вниз обращенными шипиками. Листья голые, реже слегка шероховатые, ланцетовидно-стреловидные, 2—6 см длиной и 0,5—1,5 см шириной, в 3—6 раз длиннее своей ширины, нижние на черешках, почти равных пластинке или до 2 раз короче её, верхние — сидячие; раструбы узкие и короткие, по краю ресничатые.
Цветки белые или красноватые, собраны по нескольку (редко одиночные) на концах голых, довольно длинных (2—3 см длиной) цветоносах головчатыми или почти шаровидными соцветиями. Тычинок 8, пестик с 3, наполовину сросшимися столбиками. Орешки трёхгранно-яйцевидные, гладкие и глянцевитые.

## Распространение и экология
Сибирь, Дальний Восток России, Монголия, Китай, Корея, Япония. Обитает на заболоченных лугах и болотах, по берегам водоёмов, на галечниках, в населенных пунктах и у дорог.

## Синонимы
- Persicaria belophylla (Litv.) Kitag. (1979)
- Persicaria sagittata f. paludosa (Kom.) H.Hara (1980)
- Polygonum belophyllum Litv. (1932)
- Polygonum paludosum (Kom.) Kom. (1936), nom. illeg.
- Polygonum sagittatum var. sibiricum Meisn. (1856)
- Polygonum sagittatum var. sieboldii (Meisn.) Maxim. ex Kom. (1903)
- Polygonum sagittatum subsp. sieboldii (Meisn.) Vorosch. (1985)
- Polygonum sagittatum var. paludosum Kom. (1903)
- Polygonum sieboldii Meisn. (1856)basionym
- Tracaulon sibiricum (Meisn.) Greene (1904)
- Tracaulon sieboldii (Meisn.) Greene (1904)
- Truellum paludosum (Kom.) Soják (1974)
- Truellum sibiricum (Meisn.) Soják (1974)
- Truellum sieboldii (Meisn.) Soják (1974) — Колючестебельник Зибольда